# Estación Aérea del Cuerpo de Marines de El Toro

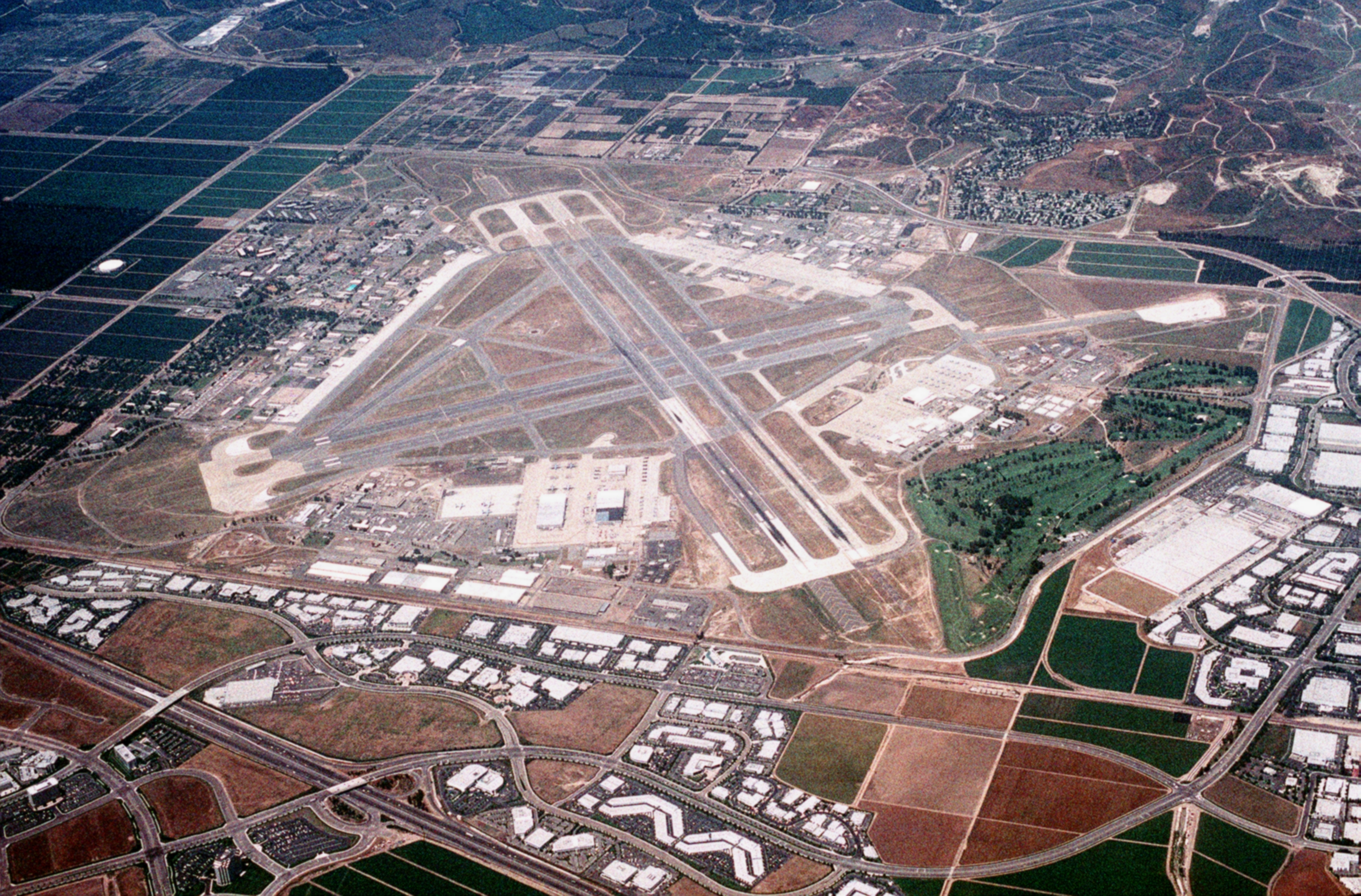
MCAS El Toro en el año 1993.

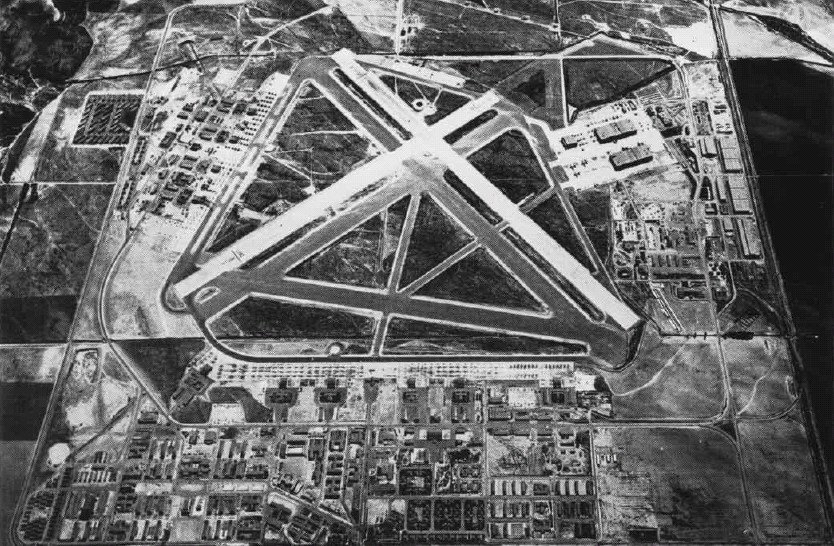
MCAS El Toro en el año 1947.

La Estación Aérea del Cuerpo de Infantería de Marina de El Toro (en inglés: Marine Corps Air Station El Toro, MCAS El Toro) (IATA: NZJ, OACI: KNZJ, FAA LID: NZJ) era un aeropuerto del Cuerpo de Marines de los Estados Unidos localizado cerca de Irvine, California.
Antes de su desactivación en el año 1999, era la base de la Aviación del Cuerpo de Marines en la  Costa Occidental con una superficie de 4682  acres (19 km²). Designada como una Estación Maestra de Aviones a Reacción (en inglés: Master Jet Station), sus cuatro  pistas de aterrizaje (dos de 8000 pies (2438,4 m) y dos de 10 000 pies (3048,0 m)) podían manejar las aeronaves más grandes del inventario militar estadounidense. Mientras estuvo activa, todos los  presidentes estadounidenses posteriores a la Segunda Guerra Mundial aterrizaron en su Air Force One en este aeropuerto. La insignia del "Toro Volador" de "El Toro" fue diseñada por los  Estudios Walt Disney en el año 1944. Sobrevivió virtualmente sin cambios hasta la clausura de la Estación Aérea.
Se ha planificado que el terreno ocupado originalmente por la estación aérea sea convertido en un gran centro recreacional, el  Orange County Great Park.
Actualmente el sitio está siendo utilizado como un lugar de filmación, incluyendo la pista de pruebas para versión estadounidense de la franquicia Top Gear de la BBC.

## Historia
En mayo de 1942, al teniente coronel William Fox se le ordenó seleccionar sitios para todas las estaciones aéreas del Cuerpo de Infantería de Marina ubicadas en la Costa Occidental. Fox buscó los lugares más expeditos y de bajo costo y por eso escogió aeropuertos ya existentes El Centro, Mojave y Santa Bárbara. Para la cuarta estación el escogió terreno que previamente había sido investigado por la Armada de Estados Unidos para una base de dirigibles.  El Cuerpo de Infantería de Marina le pagó al propietario del terreno, un granjero llamado James Irvine Sr., US$100.000 por 4.000 acres (20 km²) incluyendo 1.600 acres (6,5 km²) asignados para una base de dirigibles. La construcción de la MCAS El Toro comenzó el 3 de agosto de 1942, en el terreno que previamente era de propiedad de la Irvine Company. La compañía resistió fuertemente la construcción de la base aérea en sus terrenos, que en ese momento contenían los campos más grandes de pallares en Norteamérica, que era la principal fuente de ingresos de la compañía. El nombre de El Toro se tomó de una pequeña comunidad cercana que en el año 1940 sólo tenía una población de 130 personas.
El cuartel general de la base fue establecido el 4 de noviembre de 1942 y el primer aterrizaje ocurrió a finales de noviembre cuando el mayor Michael Carmichael, volando desde Camp Kearny, se vio forzado a realizar un aterrizaje de emergencia entre el equipo de construcción. En enero de 1943 llegaron las primeras unidades operacionales a la MCAS El Toro. Los primeros fueron el 41.er Grupo Aéreo del Cuerpo de Marines y el VMF-113. A ellos los siguieron más tarde en ese mes los VMSB-142, VMF-224, VMSB-231 y VMSB-232, quienes estaban regresando de operaciones de combate durante la Batalla de Guadalcanal con el propósito de reorganizarse, requiparse y entrenar. Poco después de su apertura, El Toro estaba manejando el tráfico aéreo táctico más grande de toda la Costa del Pacífico.
Siendo ya la estación aérea más grande de la Infantería de Marina, en el año 1944, se aprobaron fondos para doblar su tamaño y operaciones. Para el final del año 1944, la base sería el hogar de 1248 oficiales y 6.831 soldados de tropa.
En el año 1950, El Toro fue seleccionada como una Master Jet Base para las Fleet Marine Force del Pacífico. Para apoyar este nuevo rol, la infraestructura de aviación en El Toro fue nuevamente expandida. Durante los años subsiguientes, El Toro sirvió como la base primaria para los escuadrones de caza de la costa occidental del Cuerpo de Marines. Durante la década de 1960, muchos marines estadounidenses partieron a y volvieron de Vietnam en la MCAS El Toro. En el año 1958, la Estación Aérea del Cuerpo de Marines de Miami fue cerrada lo que llevó a la 3.er Ala Aérea del Cuerpo de Marines a El Toro.
Durante la presidencia de Richard M. Nixon, la MCAS El Toro fue usada para los vuelos a y desde su "Casa Blanca del Oeste" en San Clemente, California.
Originalmente los terrenos que rodeaban la base eran principalmente de uso agrícola cuando se abrió por primera vez esta, pero para finales de la década de 1980 y principios de la década de 1990, se inició el desarrollo de soluciones residenciales en el área; la mayoría estaba directamente en la ruta de las pistas de la base, lo que probó ser un gran problema ya que el constante fuerte ruido producido por los aviones a reacción y helicópteros al sobrevolar las casas era muy irritante para aquellos que vivían en el área. Pocos deseaban cambiarse por este motivo causando que los nuevos vecinos iniciaran conflictos por el tema.
En el año 1993, la MCAS El Toro fue designada para ser clausurada por la Comisión de Realineamiento y Clausura de Bases y todas sus actividades fueron transferidas a la Estación Aérea del Cuerpo de Marines de Miramar. La base fue oficialmente clausurada el 2 de julio de 1999.

## Controversia por la conversión de la base
La clausura de la MCAS El Toro encendió una tormenta política por sobre el eventual destino de las instalaciones. Con su infraestructura existente, algunos preferían que la base se convirtiera en un aeropuerto internacional. Aquellos que favorecían el nuevo aeropuerto tendían a provenir del condado de Orange, (deseando la conveniencia de un aeropuerto más cercano), y de áreas en Newport Beach que están dentro de las zonas de ruido a la llegada y salida que rodean al Aeropuerto John Wayne, (esperando cerrar ese aeropuerto en favor de uno nuevo ubicado en El Toro).
Aquellos que se oponían a la propuesta del aeropuerto principalmente eran residentes de las ciudades en la vecindad inmediata a El Toro, tales como Irvine, Lake Forest, Laguna Niguel, Laguna Woods, Dana Point y Mission Viejo, donde los residentes estaban alarmados con la idea de ruido de los aviones. Las ciudades opuestas al aeropuerto crearon una autoridad de poderes mancomunados llamada Reuse Planning Authority (ETRPA), en castellano: Autoridad sobre la Planificación de la Reutilización) para oponerse al proyecto. A ellos se les unieron organizaciones de democracia de base que recolectaron cantidades récord de firmas en peticiones para apoyar iniciativas anti-aeropuerto y recolectaron fondos para las campañas de elección. El sitio web El Toro Info mantenido por voluntarios fue la voz en Internet del movimiento y uno de los primeros blogs políticos.
Esta facción luchó fuertemente a favor de dar otros usos a la propiedad. La ciudad de Irvine deseaba destinar la propiedad para uso recreativos y relacionados.

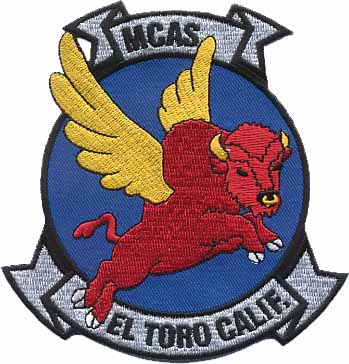
La insignia de la estación aérea. Una versión más antigua para caricaturas fue diseñada por los Estudios Walt Disney.

La batalla entre los grupos pro y anti aeropuerto dominó la política del Condado de Orange durante la mayor parte de finales de la década de 1990 y principios de la década de 2000. Las propuestas para un aeropuerto fueron derrotadas en dos iniciativas de votación populares fuertemente disputadas y las disensiones posteriores fueron llevadas a la corte. Una serie de vuelos comerciales de demostración realizados desde el aeropuerto en junio de 1999, generaron menos ruido que los previos vuelos militares, pero resultaron en muchas protestas públicas debido al uso de diferentes patrones de vuelo que los usados por los militares, y el incesante sobrevuelo de aproximación sobre las ciudades vecinas para alinearse para otra aproximación. Finalmente los oponentes al aeropuerto prevalecieron y en marzo de 2002, el Departamento de Defensa anunció que vendería el terreno a particulares para que construyeran el Gran Parque para la conservación del condado de Orange. Esta decisión se tomó inmediatamente después de las fuerzas armadas quisieran regresar a la base.

## Rehabilitación ambiental
Antes de que los terrenos pudieran ser destinados a uso civil, el Departamento de la Armada (que supervisa tanto a la Armada como al Cuerpo de Infantería de Marina) debía llevar a cabo una rehabilitación ambiental para limpiar el suelo contaminado del terreno. Esta contaminación fue causada por compuestos orgánicos volátiles (en inglés: Volatile Organic Compounds, VOC), principalmente solventes industriales que habían sido usado a través de los años para propósitos como desgrase, eliminación de pintura y limpieza de aviones.
A través de los años, los compuestos orgánicos volátiles se filtraron hacia el agua subterránea, resultando en un penacho de agua subterránea contaminada extendiéndose por tres millas (5 km) hacia el oeste de la base. En julio de 2005, la Oficina de Administración del Programa (en inglés: Program Management Office, PMO) de Realineamiento y Cierre de Bases (en inglés: Base Realignment and Closure, BRAC) del Departamento de la Armada entregó una declaración pública indicando que la limpieza del suelo contaminado estaba completa. La limpieza del agua subterránea está siendo manejada por el Irvine Desalter Project, un proyecto de dos autoridades locales de manejo de agua que tienen respaldo financiero de la Armada y del Estado de California.

## Venta deEl Toro
El Departamento de la Armada contrató a la Administración de Servicios Generales y a Colliers International basada en Los Ángeles para asistir en la venta de la MCAS El Toro. Colliers calificó el proyecto como Heritage Fields (en castellano: Campos de la Herencia) combinando la larga historia de la base y lo que sería el futuro de la base para la comunidad y las generaciones por venir. Se realizó una subasta en línea y en febrero de 2005, la postura final de US$650 millones fue aceptada para las cuatro parcelas de terreno que comprendían la antigua MCAS El Toro. La postura ganadora fue de Heritage Fields LLC, una empresa conjunta entre el desarrollador Lennar Corporation y varias otras firmas. Los planes de desarrollo para el sitio de 3.724 acres (15 km²) incluían áreas residenciales, campos de golf, áreas comerciales, áreas de investigación y desarrollo y escuelas. 1.375 acres (5,6 km²) del terreno serían dedicados al Great Park (en castellano: Gran Parque). El 29 de agosto de 2005 se llevó a cabo una ceremonia formal para transferir la propiedad a Heritage Fields LLC.

## Accidentes e incidentes
- El 25 de junio de 1965, un Boeing C-135A de la Fuerza Aérea de Estados Unidos con destino a Okinawa se estrelló justo después de despegar de la MCAS El Toro, matando a todos sus 85 ocupantes.
- El 4 de julio de 1986, el Cabo Lancero de la Infantería de Marina de 21 años, Howard Foote Jr., un mecánico de aviación destinado a El Toro, tomó un A4 Skyhawk en un vuelo de placer no autorizado de 90 minutos por sobre el sur de California. Foote, un consumado piloto de planeador, estaba desanimado después de enterarse recientemente que debido a una condición médica él nunca sería capaz de volar como piloto de la Infantería de Marina.[17]
- El 12 de febrero de 1987, un helicóptero CH-46E perteneciente al HMM-764, MAG-46 se estrelló, poco después de despegar, en una empinada cresta cubierta de arbustos entre los cañones Bell y Trabuco. Los tres miembros de la tripulación, el mayor Dudley Urban, el mayor William Anderson y el sargento mayor Bradley Baird, murieron en el accidente.
- El 24 de abril de 1988, el coronel del Cuerpo de Infantería de Marina Jerry Cadick, en ese entonces el oficial al mando del MAG-11, estaba llevando a cabo una demostración aérea táctica en la Exhibición Aérea de la MCAS El Toro ante una multitud de 300.000 personas cuando él estrelló su F/A-18 Hornet en la parte inferior de un bucle cuando se acercó demasiado al suelo.[18] El avión estaba en una actitud de nariz alta, pero aún con demasiada energía en dirección al suelo cuando impactó a más de 300 mph (482,8 km/h). El coronel Cadick estaba siendo sometido a extremadamente altas fuerzas G que resultaron en que su cara hiciera contacto con la palanca de mando y sufriera graves heridas. Se quebró el brazo, codo y costillas, se reventó una vértebra y se colapsó un pulmón. El coronel Cadick sobrevivió y se retiró del servicio activo en el Cuerpo de Infantería de Marina. El F/A-18 quedó intacto en su mayor parte pero estaba más allá de poder ser reparado.
- El 22 de enero de 1991, el coronel del Cuerpo de Infantería de Marina James Sabow fue encontrado muerto en medio de acusaciones de corrupción en la base por el uso no autorizado de aviones militares por oficiales comandantes para propósitos personales en misiones a América Central donde armamento era entregado y dinero en efectivo y drogas eran traídos a la base para ser usadas para financiar las armas. Los investigadores militares determinaron que la muerte del coronel Sabow fue un suicidio, mientras que investigadores civiles indicaron que fue un asesinato.[cita requerida]
- El 2 de mayo de 1993, durante la exhibición aérea de la MCAS El Toro de 1993, un F-86 Sabre iba a enfrentar a un MiG-15 en un combate aéreo simulado cuando se estrelló en la pista de aterrizaje. El piloto del F-86, James A. Gregory, murió en el accidente. Nadie fue herido en tierra. La exhibición aérea continuó.

## Eventos notables
- La Exhibición Aérea de la MCAS El Toro se realizaba anualmente entre la década de 1950 hasta el año 1997. En esta se presentaban los Blue Angels de la Armada de Estados Unidos, así como los Thunderbirds de la Fuerza Aérea de Estados Unidos. También se han presentado nuevos aviones que estaban entrando en servicio, tal como el bombardero furtivo B-2. Otras presentaciones también exhibían vehículos militares. La exhibición aérea también reunía una gran cantidad de proveedores de equipos militares y souvenir. La exhibición final se realizó en el año 1997 y atrajo un estimado de dos millones de visitantes.[cita requerida]
- La MCAS El Toro regularmente era utilizada para operaciones de vuelo por Misiones Aéreas Especiales durante la administración del presidente Richard Nixon, en apoyo de la "Casa Blanca Occidental", el hogar de Nixon en San Clemente. Los vuelos de Nixon fueron, primero, cuando aterrizó allí para renunciar a la Casa Blanca en el año 1974,[19] y nuevamente, después de su muerte en el año 1994, cuando su cuerpo fue llevado a California para ser enterrado.[20] En ambas ocasiones con el Air Force One (en castellano: Fuerza Aérea Uno), SAM 27000.

## En la cultura popular
- El Toro fue mostrado en la película del año 1996  Día de la Independencia. Fue atacada por los alienígenas.[21]
- MCAS El Toro fue mostrada en la película de Clint Eastwood del año 1986 Heartbreak Ridge.[22] La escena final de la película, cuando los protagonistas regresan a Estados Unidos, fue filmada en El Toro.
- MCAS El Toro fue mostrada, como la ficticia MCAS El Diablo, en la película para la televisión The B.R.A.T. Patrol del año 1986.